# 角谷建耀知
⻆谷 建耀知（かくたに けんいち、1961年8月21日 - ）はわかさ生活の創業者、代表取締役社長。日本女子プロ野球機構(2021年をもって活動休止)創設者。

## 人物
1961年、兵庫県春日町（現・丹波市）に生まれる。幼いころに両親が離婚し、祖母に育てられる。小学4年の時、くも膜下出血と診断される。福知山商業高校（現・福知山成美高校）を経て東海大学へ進学するが、神奈川県へ引越す前に脳腫瘍が判明し、手術の後遺症で右半分の視野を失う。
大学を中退後、1998年4月23日、大阪府高槻市に株式会社わかさ生活を設立。2009年から2010年5月まで、学校法人「成美学苑」理事長。2011年、アイバンク愛の光基金管理会名誉顧問に就任。
自社商品の原材料の産地である関係で、北欧への関心が高く、とりわけ北欧の初等教育には強い関心を寄せている。

## 野球関係
野球好きであり、母校である福知山成美高校の理事長を務めていた2009年に自ら近畿地方初 となる女子硬式野球部を創設、監督には元女子硬式野球全日本チーム代表の長野恵利子 を監督に迎えた。
2010年4月には日本女子プロ野球機構を創設したが、運営に苦戦。2019年1月31日に行われた記者会見で、「今年集客数が倍にならなければ運営からの撤退(事実上の解散)も考える」などと発言。リーグの存続を危ぶむ声があがり、同年のシーズン終了後以後は選手の大量脱退が相次ぐ。2020年2月3日、『女子プロ野球クライシスー創設者10年の告白』を出版。5月25日、理事を退任。リーグは2021年7月21日、所属選手が0人となり、事実上の消滅状態となった。同年12月30日に「無期限の活動休止」を発表した。
また、『紫々丸』のペンネームで、「女の子だって甲子園!!」をテーマにしたWEBコミック『花鈴のマウンド』の原作を執筆している。

## 受賞
- 2004年9月 新潟県中越地震被災地へカイロ72万袋と義援金による支援活動を実施し、2006年に紺綬褒章を受章
- 2013年11月 継続的な社会貢献活動により東久邇宮文化褒賞受賞[12]
- 2014年4月 高品質な商品開発により東久邇宮記念賞受賞

## ラジオ
- 角谷建耀知の人生は蒔いた種の通りに実を結ぶ（2015年1月 - 12月、TBCラジオ、ラジオ日本、KBS京都ラジオ、CRKラジオ関西）[13]
- 角谷建耀知の出来ることから始めよう！（2015年10月 - 2016年3月 、ABCラジオ、文化放送）[14]
- 角谷建耀知 夢、約束の聖地（2017年4月 - 2017年9月、KBS京都ラジオ、ラジオ日本、東海ラジオ、CRKラジオ関西）[15]
- 女の子だって甲子園！〜夢、約束の聖地（スタジアム）〜（2018年6月 - 9月、紫々丸名義、KBS京都ラジオ、ラジオ日本、東海ラジオ、CRKラジオ関西）[16]
- 若々ラジオ～ココロもカラダもHappyに（2022年1月 - KBS京都ラジオ、ラジオ日本、東海ラジオ）[17]

## 連載
- 角谷建耀知コラム「人生は蒔いた種の通りに実を結ぶ」（両丹日日新聞、丹波新聞、京都新聞、神戸新聞、河北新報、埼玉新聞）

## 著書
- 『ヒカリノトビラ』マガジンハウス、2006年1月。ISBN 4838716451
- 『角谷建耀知 人生は蒔いた種のとおりに実を結ぶ』出版文化社、2009年7月。ISBN 978-4883384235
- 『角谷建耀知の病は気から』かまくら春秋社、2009年7月。ISBN 978-4774004280
- 『女子プロ野球クライシス:創設者、10年目の告白』現代書林、2020年2月。ISBN 978-4774518459
- 『女子高生と魔法のノート　大人も知らない夢の見つけ方』ディスカヴァー・トゥエンティワン 、2020年7月。ISBN 978-4910286006
- 『長生きでも脳が老けない人の習慣』アスコム2021年3月。ISBN 978-4776211228
- 『夢を叶える イメージマップの創り方』ディスカヴァー・トゥエンティワン、2021年7月。ISBN 978-4910286037
- 『歳をとっても目が悪くならない人がやっていること』アスコム2023年10月。ISBN 978-4776212997
- 『新装版 花鈴のマウンド』（角谷建耀知（原作）、 星桜高校マンガ研究会（作画）、既刊15巻）